# Église évangélique luthérienne du Cameroun
L'Église Évangélique Luthérienne du Cameroun (EELC) est l'une des Églises protestantes du Cameroun. Elle est membre du Conseil des Églises Protestantes du Cameroun (CEPCA) et de la Fédération luthérienne mondiale (FLM). Son siège est situé à Ngaoundéré.

## Histoire
L’Église Évangélique Luthérienne du Cameroun est issue de deux missions, l’une américaine (la Sudan mission) et l’autre norvégienne (la Société des missions norvégienne). La mission américaine dirigée par Adolphus Eugène Gunderson s'installe à Ngaoundéré en 1923. La société des missions norvégienne s'établit à Ngaoundéré le 6 mars 1925. La fusion des deux missions débute en 1955 et le premier synode le 17 décembre 1960 à Ngaoundéré donne naissance à l'Église Évangélique Luthérienne du Cameroun et de la République centrafricaine. 

## Organisation
Elle est organisée en 10 régions ecclésiastiques et 88 districts ecclésiastiques.